# Elecciones locales de Medellín de 2011
Las Elecciones locales de Medellín de 2011 se llevaron a cabo el 30 de octubre de 2011 en la ciudad de Medellín, donde se eligieron los siguientes cargos:
- Gobernador de Antioquia.
- Alcalde de Medellín.
- Los 21 miembros del Concejo municipal.

## Candidatos
Estos son los candidatos que aspiraron a la Alcaldía de Medellín:

### Partido de la U
Federico Gutiérrez.
La Dirección Nacional del Partido de la U presentó cuatro a su bancada en el Concejo Municipal una lista con cuatro precandidatos entre los que destacaban Federico Gutiérrez y Gabriel Jaime Rico. La bancada de la U, finalmente, eligió como candidato el señor Federico Gutiérrez.

### Partido Liberal y Partido Verde
Aníbal Gaviria.
El exgobernador de Antioquia, Aníbal Gaviria, se candidateó a la Alcaldía por el Partido Liberal. El sábado 9 de julio se instituyó la Alianza Medellín-Antioquia entre la colectividad liberal y el Partido Verde, donde este último se comprometía a apoyar la candidatura de Gaviria a la Alcaldía, mientras el Partido Liberal apoyaría la candidatura de Sergio Fajardo a la Gobernación de Antioquia.

### Movimiento MIRA
Jacqueline Toloza.
La abogada Jacqueline Toloza fue elegida como candidata única por el movimiento MIRA, convirtiéndose en la única mujer candidata para estas elecciones.

### Polo Democrático Alternativo
Luis Fernando Muñoz.
El Polo Democrático Alternativo designó al médico Luis Fernando Muñoz como su candidato a la Alcaldía. La colectividad tomó la decisión luego de que de los cinco precandidatos que presentaron sus propuestas para el cargo, tres retiraran su aspiración y, por votación, durante la pasada reunión de la Coordinadora Municipal del PDA, eligiera a Muñoz como candidato único del partido.

### Partido Conservador y Firmes Por Medellín
Luis Pérez Gutiérrez 
El exalcalde de Medellín fue el designado por el Partido Conservador para ser el candidato en estas elecciones luego de una votación en la cual resultó elegido, sin importar su disidencia liberal. También fue respaldado por el movimiento Firmes Por Medellín, fundado por él.

## Resultados

### Alcaldía
| Candidato            | Partido                                              | Votos   | %      |
| -------------------- | ---------------------------------------------------- | ------- | ------ |
| Aníbal Gaviria       | Partido Liberal Colombiano y Partido Verde           | 239 259 | 37,66% |
| Luis Pérez Gutiérrez | Partido Conservador Colombiano y Firmes Por Medellín | 221 874 | 34,94% |
| Federico Gutiérrez   | Partido de la U                                      | 120 278 | 18,91% |
| Jacqueline Toloza    | Movimiento MIRA                                      | 12 427  | 1,97%  |
| Luis Fernando Muñoz  | Polo Democrático Alternativo                         | 9.730   | 1.52%  |

### Concejo Municipal
| Partido                              | Votos   | %      | Curules |
| ------------------------------------ | ------- | ------ | ------- |
| Partido de la U                      | 120 738 | 20.85% | 6 (+2)  |
| Partido Conservador                  | 92 171  | 15.92% | 6 (+1)  |
| Partido Liberal                      | 76 799  | 13,26% | 4       |
| Partido Verde                        | 64 872  | 11.2%  | 3 (+3)  |
| Cambio Radical                       | 44 798  | 7.73%  | 2       |
| Firmes por Medellín                  | 31 918  | 5.51%  | 1 (+1)  |
| Alianza Social Independiente         | 26 058  | 4.50%  | 1 (-1)  |
| Polo Democrático Alternativo         | 19 056  | 3.29%  | 0 (-1)  |
| Movimiento MIRA                      | 10 282  | 1.77%  | 0       |
| Autoridades de Indígenas de Colombia | 6938    | 1.19%  | 0       |
| Partido de Integración Nacional      | 5766    | 0.99%  | 0       |
| Movimiento MIO                       | 1953    | 0.33%  | 0       |

- Datos: Q5791542